# George Bishop (astronome)
George Bishop (21 août 1785, à Leicester - 14 juin 1861), est un astronome anglais du XIXe siècle ,,,.

## Jeunesse
À l'âge de dix-huit ans, Bishop entre dans une entreprise viticole britannique à Londres, dont il devient par la suite le propriétaire, et connait une grande réussite. La carrière scientifique de Bishop commence avec son admission à la Royal Astronomical Society en 1830, financée par l'argent qu'il a gagné dans le commerce du vin. Il prend des cours d'algèbre auprès d'Auguste De Morgan, en vue de lire l'ouvrage en cinq volumes de Pierre-Simon de Laplace Mécanique Céleste (Celestial Mechanics), à l'âge de cinquante ans, atteignant son objectif de connaissances mathématiques suffisantes pour comprendre la portée de ses méthodes.

## Carrière en astronomie
En 1836, Bishop peut réaliser une intention de longue date en érigeant un observatoire astronomique près de sa résidence à la Villa Sud de Regent's Park, sur lequel il n'épargne aucune dépense afin de s'assurer qu'il serait d'une utilité pratique. "Je suis déterminé", a-t-il dit en choisissant son site, "que cet observatoire fasse quelque chose".
La Royal Astronomical Society lui apporte un témoignage de reconnaissance en 1848 "pour la fondation d'un observatoire menant à diverses découvertes astronomiques" par une adresse chaleureusement élogieuse de Sir John Herschel .
Il est secrétaire de la société de 1833 à 1839 et trésorier de 1840 à 1857, et est président pendant deux années successives, 1857 et 1858, bien que l'état de sa santé l'ait rendu incapable d'assumer la présidence. Bishop est élu membre de la Royal Society le 9 juin 1848, est également membre de la Royal Society of Arts et siège pendant quelques années au conseil de l'University College.
Après une longue période de maladie physique, mais durant laquelle il conserve ses facultés mentales, Bishop meurt le 14 juin 1861 à l'âge de 76 ans.